# NGC 6313
NGC 6313 este o galaxie spirală situată în constelația Hercule. A fost descoperită în 21 aprilie 1887 de către Lewis A. Swift.